# William Raybould
Pour les articles homonymes, voir Raybould.
William Raybould (c. 1836-3 décembre 1886) est un homme politique canadien de la Colombie-Britannique. Il est député provincial indépendant dans la circonscription britanno-colombienne de Nanaimo de 1882 jusqu'à son décès en 1886.

## Biographie
Raybould arrive dans la colonie de l'Île de Vancouver en provenance du Staffordshire en Angleterre en 1864. En 1866, il ouvre avec son beau-frère Noah Shakespeare le magasin de vêtements pour homme Nanaimo Emporium,. Raybould siège aussi au premier conseil municipal de la ville de Nanaimo. Il travaille pendant une vingtaine d'années en tant que chef de mine pour la Vancouver Coal Company. Raybould soutien également sa femme dans la gestion de sa boutique de chapellerie. 
Il meurt lors d'un accident au cours duquel il chute d'un quai alors que la marée était basse et qu'il inspectait les environs en raison d'un bruit suspect. Raybould avait 50 ans.